# Ismail I (Safawieden)

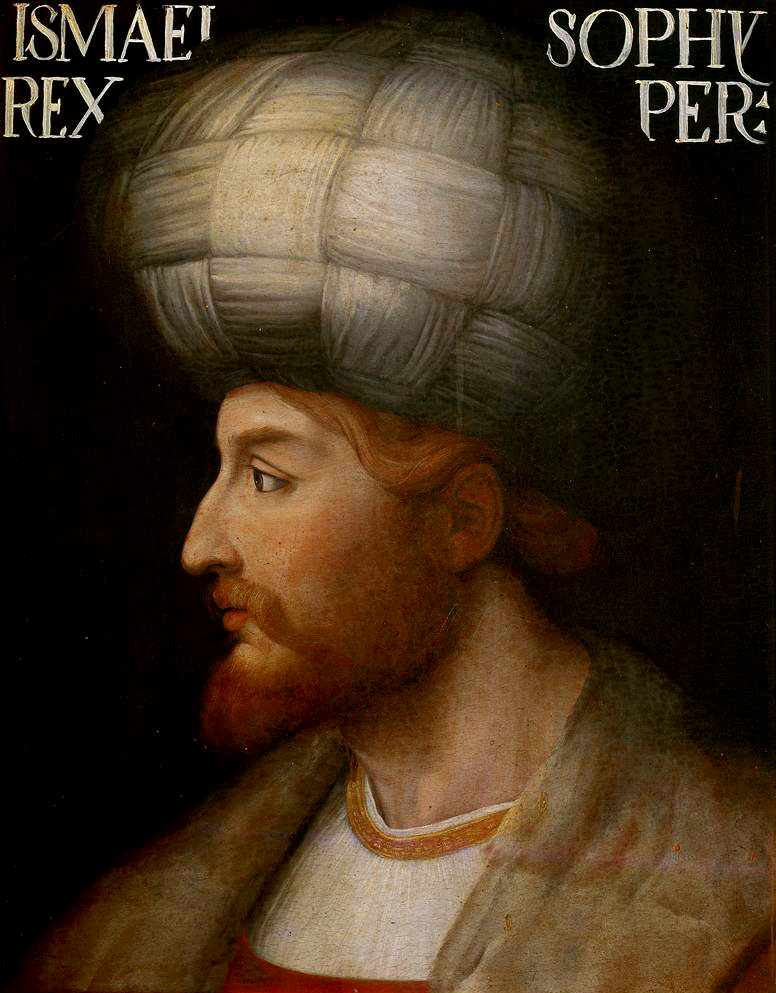
Ismail I door een 17e-eeuwse Venetiaanse kunstenaar, een schilderij in de Uffizi

Ismail I (Perzisch: اسماعیل Esmāʿīl, Azerbeidzjaans-Turks İsmayıl  (Ardebil, 14 juli 1487 – Ardebil, 23 mei 1524) vaak Sjah Ismail genoemd (Perzisch: شاه اسماعیل Azerbeidzjaans-Turks Şah İsmayıl) was de eerste sjah van het Perzische Rijk uit de dynastie der Safawieden, die regeerde over Perzië van 1501 tot 1524. Ismail erfde op twaalf- of dertienjarige leeftijd het leiderschap over de Safaviyya, een militante soefi-orde in Ardebil, van zijn vader Haydar. De orde was onder invloed van de Kizilbasj uitgegroeid tot een gewapende machtsfactor. Ismail onderwierp de voornamelijk Turkse stammen in het gebied ten zuidwesten van de Kaspische Zee en nam in 1501 Tabriz in, waar hij zich tot sjah liet kronen. Daarop volgde in een paar jaar de verovering van Perzië; Bagdad viel in 1508 en Khorasan werd in 1510 veroverd. Ismail voerde het sjiisme in als staatsgodsdienst van dit rijk, hetgeen van grote betekenis is geweest voor de plaatselijke cultuur en ook in de huidige religieuze scheidslijnen van het Midden-Oosten nog valt terug te zien. Een militaire confrontatie met het Ottomaanse Rijk liep in 1514 uit op een nederlaag, die geen desastreus verlies van gebied maar wel imagoschade tot gevolg had. Bij zijn dood in 1524 werd Ismail opgevolgd door zijn zoon Thamâsp I.

## Levensloop
De machtsbasis van de Safaviyya lag in Ardebil, een stad in het zuiden van Azerbeidzjan, dat tegenwoordig tot het noorden van Iran behoort. Ismails moeder Halima was deels van Byzantijnse herkomst: haar grootvader van moederskant was keizer Johannes IV van Trebizonde. Haar vader was Uzun Hasan van de Turkse Ak Koyunlu. Ismails vader sjeik Haydar werd geboren in het hof van de Ak Koyunlu, omdat Haydars moeder Khadija Begum bint Qara Othman, de zus van Uzun Hasan, daar toevlucht zocht na de dood van haar man sjeik Junayd. Zijn vader Haydar sneuvelde in de strijd tegen de Ak Koyunlu en de soenitische Sjirvansjah toen Ismail nog een baby was. Sjah Farrukh Yassar van de Sjirvansjah riep hiervoor de hulp in van schoonzoon sultan Yakub van de Ak Koyunlu, de broer van Ismails moeder Halima.
Haydar werd opgevolgd door zijn oudste zoon Ali Mirza Safavi, maar deze werd in 1494 vermoord op last van de Ak Koyunlu. De overlevende familieleden, onder wie Ismail, leefden in verborgenheid tot Ismail in 1499 het leiderschap van de Safaviyya op zich nam, en de aanvoerder werd van de Qizilbash, zoals de soldaten van de soefi-orde genoemd worden. Hij zwoer dat hij het sjiisme als godsdienst zou invoeren in het op dat moment nog grotendeels soennitische Iran/Perzië. In 1500-1501 versloeg hij de Shirvanshah en slaagde hij erin Bakoe te veroveren, zodat hij zich in juli 1501 kon laten kronen tot sjah van Azerbeidzjan. Als hoofdstad koos hij Tabriz. Een jaar later versloeg hij de Ak Koyunlu en liet hij zich kronen tot sjah van Perzië.
In 1510 wist hij een veel groter leger van Oezbeken bij Merv te verslaan. Hun khan, Muhammad Shaybani, werd gedood en Ismail liet diens schedel vergulden om hem als drinkbeker te kunnen gebruiken bij feestelijke gelegenheden.
Ismail voerde het sjiisme als nationale godsdienst in en verbeterde de economie van zijn land. De meeste inwoners van Iran werden gedwongen zich te bekeren van het soennisme tot het sjiisme. Ismail haalde sjiitische geleerden uit onder andere Libanon om het sjiisme een stevige basis te geven in zijn rijk.
Door het invoeren van het sjiisme maakte Ismail veel vijanden bij de omringende landen die voornamelijk soennitisch waren. Vooral het Ottomaanse Rijk werd een grote vijand van het Safavidenrijk. De Safaviyya dreiging werd weergegeven door de Turkse afkomst van de Safawiden familie en hun uitgebreide steun in Turks Anatolië, die enkele honderdduizenden telde tegenover een waarschijnlijke meerderheid van miljoenen soennieten op het Iraans plateau. Het duurde niet lang tot Selim I en Ismail I, die elkaar als ketter beschouwden, in een oorlog verwikkeld raakten. Ironisch gezien schreef Selim I in het Perzisch aan en Ismail I in het Turks.
Ismails gebrek aan vuurwapens en structurele belastinginkomsten resulteerden in Perzische nederlagen. In 1514 werd Ismails leger in de slag bij Chaldiran verslagen door het modernere en grotere leger van de Ottomaanse sultan Selim I dat in bezit was van vuurwapens. Ismail daarentegen had een afkeer van vuurwapens en vond dat alleen lafaards deze zouden gebruiken. Ismail raakte gewond, maar overleefde het. Vanwege een muiterij moest Selim echter overhaast vertrekken, waardoor Ismail zich snel kon herstellen. Hij was echter het aura van onoverwinnelijkheid kwijt en zou tot zijn overlijden in 1524 geen grote militaire campagnes meer organiseren. Hij werd opgevolgd door zijn zoon Thamâsp I.

## Poëzie
Sjah Ismail was ook een dichter die, onder het pseudoniem "Ḵatāʾī" een belangrijke bijdrage leverde aan de Azerbeidzjaanse literatuur. Hij wordt ook in het Alevitisme als een belangrijk figuur gezien waarin veel van zijn teksten in alevitische liederen gebruikt worden. In het Alevitisme staat hij bekend als 'Sah Ismail Hatai' en wordt gezien als een van de Zeven Mystieke Dichters (Turks: Yedi Ulu Ozan).